# Mistrzostwa Świata U-20 w Piłce Nożnej Kobiet 2016
Mistrzostwa Świata U-20 w Piłce Nożnej Kobiet 2016 – ósmy turniej mistrzostw świata U-20 kobiet. Po raz pierwszy wydarzenie to rozgrywane było w Papui-Nowej Gwinei, a także po raz pierwszy w Oceanii. Rozpoczęło się 13 listopada, a zakończyło 3 grudnia 2016 roku.
Zwycięzcą turnieju po raz drugi w historii okazałą się drużyna Korei Północnej, która pokonała w finale Francję 3:1.

## Wybór gospodarza
Do maja 2013 roku do FIFA wpłynęły 3 oferty na organizację turnieju w 2016 roku.
Swoje kandydatury zgłosiły:
- Norwegia
- Irlandia
- Południowa Afryka

Gospodarzem turnieju została wyprana Południowa Afryka, jednak kraj ten wycofał się z organizacji czempionatu, przez co trzeba było zorganizować kolejny konkurs na gospodarza turnieju.
Swoje kandydatury zgłosiły:
- Papua-Nowa Gwinea[2]
- Szwecja[3]

## Zakwalifikowane zespoły
| Konfederacja                                     | Turniej kwalifikacyjny                                                     | Reprezentacja          | Ostatni występ w MŚ U-20 | Najlepszy wynik w MŚ U-20       | Wynik        |
| ------------------------------------------------ | -------------------------------------------------------------------------- | ---------------------- | ------------------------ | ------------------------------- | ------------ |
| AFC (Azja)                                       | Mistrzostwa Azji U-19 w Piłce Nożnej Kobiet 2017                           | Japonia U-20           | 2012                     | III miejsce (2012)              | III miejsce  |
| AFC (Azja)                                       | Mistrzostwa Azji U-19 w Piłce Nożnej Kobiet 2017                           | Korea Północna U-20    | 2014                     | Mistrzostwo (2006)              | Mistrzynie   |
| AFC (Azja)                                       | Mistrzostwa Azji U-19 w Piłce Nożnej Kobiet 2017                           | Korea Południowa U-20  | 2014                     | III miejsce (2010)              | Faza grupowa |
| CAF (Afryka)                                     | Mistrzostwa Świata U-20 w Piłce Nożnej Kobiet 2018 (eliminacje strefy CAF) | Ghana U-20             | 2014                     | Faza Grupowa (2010, 2012, 2014) | Faza grupowa |
| CAF (Afryka)                                     | Mistrzostwa Świata U-20 w Piłce Nożnej Kobiet 2018 (eliminacje strefy CAF) | Nigeria U-20           | 2014                     | II miejsce (2010, 2014)         | Faza grupowa |
| CONCACAF (Ameryka Centralna, Północna i Karaiby) | Mistrzostwa Ameryki Północnej U-20 w Piłce Nożnej Kobiet 2018              | Stany Zjednoczone U-20 | 2014                     | Mistrzostwo (2002, 2008, 2012)  | IV miejsce   |
| CONCACAF (Ameryka Centralna, Północna i Karaiby) | Mistrzostwa Ameryki Północnej U-20 w Piłce Nożnej Kobiet 2018              | Kanada U-20            | 2014                     | II miejsce (2002)               | Faza grupowa |
| CONCACAF (Ameryka Centralna, Północna i Karaiby) | Mistrzostwa Ameryki Północnej U-20 w Piłce Nożnej Kobiet 2018              | Meksyk U-20            | 2014                     | Ćwierćfinał (2010, 2012)        | Ćwierćfinał  |
| CONMEBOL (America Południowa)                    | Mistrzostwa Ameryki Południowej U-20 w Piłce Nożnej Kobiet 2018            | Brazylia U-20          | 2014                     | III miejsce (2006)              | Faza grupowa |
| CONMEBOL (America Południowa)                    | Mistrzostwa Ameryki Południowej U-20 w Piłce Nożnej Kobiet 2018            | Wenezuela U-20         | debiutantki              | debiutantki                     | Faza grupowa |
| OFC (Oceania)                                    | Gospodarz                                                                  | Papua-Nowa Gwinea U-20 | debiutantki              | debiutantki                     | Faza grupowa |
| OFC (Oceania)                                    | Mistrzostwa Oceanii U-19 w Piłce Nożnej Kobiet 2017                        | Nowa Zelandia U-20     | 2014                     | Ćwierćfinał (2014)              | Faza grupowa |
| UEFA (Europa)                                    | Mistrzostwa Europy U-19 w Piłce Nożnej Kobiet 2017                         | Francja U-20           | 2014                     | III miejsce (2014)              | II miejsce   |
| UEFA (Europa)                                    | Mistrzostwa Europy U-19 w Piłce Nożnej Kobiet 2017                         | Niemcy U-20            | 2014                     | Mistrzostwo (2004, 2010, 2014)  | Ćwierćfinał  |
| UEFA (Europa)                                    | Mistrzostwa Europy U-19 w Piłce Nożnej Kobiet 2017                         | Hiszpania U-20         | 2004                     | Faza grupowa (2004)             | Ćwierćfinał  |
| UEFA (Europa)                                    | Mistrzostwa Europy U-19 w Piłce Nożnej Kobiet 2017                         | Szwecja U-20           | 2010                     | Ćwierćfinał (2010)              | Faza grupowa |

## Losowanie
Drużyny zostały podzielone na 4 koszyki. Losowanie odbyło się 8 marca.
| Koszyk 1               | Koszyk 2              | Koszyk 3           | Koszyk 4       |
| ---------------------- | --------------------- | ------------------ | -------------- |
| Papua-Nowa Gwinea U-20 | Korea Północna U-20   | Nowa Zelandia U-20 | Ghana U-20     |
| Niemcy U-20            | Japonia U-20          | Brazylia U-20      | Szwecja U-20   |
| Stany Zjednoczone U-20 | Francja U-20          | Meksyk U-20        | Hiszpania U-20 |
| Nigeria U-20           | Korea Południowa U-20 | Kanada U-20        | Wenezuela U-20 |

## Stadiony
| Sir John Guise Stadium | National Football Stadium |
| Pojemność: 15 000      | Pojemność: 14 800         |
|                        |                           |
| Port Moresby           |                           |
| PNG Football Stadium   | Bava Park Stadium         |
| Pojemność: 5 000       | Pojemność: 5 000          |
|                        |                           |

## Faza grupowa
Na podstawie:
Legenda
|  | Awans do fazy pucharowej. |
|  | Klasyfikacja III miejsc   |

Gdy dwie lub więcej drużyn zakończy fazę grupową z taką samą liczbą punktów, o kolejności w tabeli decyduje:
1. bilans bramkowy
2. liczba goli zdobytych w fazie grupowej;
3. punkty zdobyte w meczach pomiędzy danymi drużynami;
4. różnica bramek w meczach pomiędzy danymi drużynami;
5. zdobyte bramki w meczach pomiędzy danymi drużynami;
6. klasyfikacja fair play;
7. losowanie.

### Grupa A
| Lp. | Drużyna                | M | Mecze | Mecze | Mecze | Bramki | Bramki | Bramki | Pkt |
| Lp. | Drużyna                | M | W     | R     | P     | +      | −      | +/−    | Pkt |
| --- | ---------------------- | - | ----- | ----- | ----- | ------ | ------ | ------ | --- |
| 1.  | Korea Północna U-20    | 3 | 3     | 0     | 0     | 13     | 3      | +10    | 9   |
| 2.  | Brazylia U-20          | 3 | 1     | 1     | 1     | 12     | 5      | +7     | 4   |
| 3.  | Szwecja U-20           | 3 | 1     | 1     | 1     | 7      | 3      | +4     | 4   |
| 4.  | Papua-Nowa Gwinea U-20 | 3 | 0     | 0     | 3     | 1      | 22     | −21    | 0   |

| 13 listopada 2016 07:00 CET | Szwecja U-20 | 0:2(0:1)Raport | Korea Północna U-20 · 24' Ri H. · 47' Kim | Sir John Guise Stadium, Port Moresby Widzów: 4 944 Sędzia: Melissa Borjas |
|                             |              |                |                                           |                                                                           |

| 13 listopada 2016 10:00 CET | Papua-Nowa Gwinea U-20 | 0:9(0:6)Raport | Brazylia U-20 · 5' Santos · 10', 69' Nunes · 16', 23' (k) Brena · 45', 65' Yasmim · 45+2' Katrine · 48' Geyse | Sir John Guise Stadium, Port Moresby Widzów: 12 547 Sędzia: Katalin Kulcsár |
|                             |                        |                | |                                                                             |

| 16 listopada 2016 07:00 CET | Korea Północna U-20 · U 19' · Ri H. 34' · Carla 39' (sam.) · Jon 45+5' (k) | 4:2(4:1)Raport | Brazylia U-20 · 28' Nunes · 50' (k) Brena | Sir John Guise Stadium, Port Moresby Widzów: 3 906 Sędzia: Riem Hussein |
|                             |                                                                            |                |                                           |                                                                         |

| 16 listopada 2016 10:00 CET | Papua-Nowa Gwinea U-20 | 0:6(0:2)Raport | Szwecja U-20 · 7', 42', 57', 71' Blackstenius · 74' Rytting Kaneryd · 81' Anvegård | Sir John Guise Stadium, Port Moresby Widzów: 9 123 Sędzia: Aye Thein Thein |
|                             |                        |                |                                                                                    |                                                                            |

| 20 listopada 2016 10:00 CET | Brazylia U-20 · Nunes 30' | 1:1(1:1)Raport | Szwecja U-20 · 13' Blackstenius | PNG Football Stadium, Port Moresby Widzów: 3 553 Sędzia: Qin Liang |
|                             |                           |                |                                 |                                                                    |

| 20 listopada 2016 10:00 CET | Korea Północna U-20 · Ri U. 6' · Kim 36', 45+3', 52' · Ju 45+2' · Wi 64' · Sung 90' | 7:1(4:1)Raport | Papua-Nowa Gwinea U-20 · 15' Ageva | National Football Stadium, Port Moresby Widzów: 9 231 Sędzia: Yercinia Correa |
|                             |                                                                                     |                |                                    |                                                                               |

### Grupa B
| Lp. | Drużyna        | M | Mecze | Mecze | Mecze | Bramki | Bramki | Bramki | Pkt |
| Lp. | Drużyna        | M | W     | R     | P     | +      | −      | +/−    | Pkt |
| --- | -------------- | - | ----- | ----- | ----- | ------ | ------ | ------ | --- |
| 1.  | Japonia U-20   | 3 | 2     | 0     | 1     | 11     | 1      | +10    | 6   |
| 2.  | Hiszpania U-20 | 3 | 2     | 0     | 1     | 7      | 2      | +5     | 6   |
| 3.  | Nigeria U-20   | 3 | 2     | 0     | 1     | 5      | 8      | −3     | 6   |
| 4.  | Kanada U-20    | 3 | 0     | 0     | 3     | 1      | 13     | −12    | 0   |

| 13 listopada 2016 07:00 CET | Hiszpania U-20 · Caldentey 1' · L. García 29', 90+4' · Bonmatí 57' · Guijarro 86' | 5:0(2:0)Raport | Kanada U-20 | Bava Park Stadium, Port Moresby Widzów: 1 187 Sędzia: Qin Liang |
|                             |                                                                                   |                |             |                                                                 |

| 13 listopada 2016 10:00 CET | Japonia U-20 · Momiki 33', 50', 55' · Ueno 36', 61', 81' | 6:0(2:0)Raport | Nigeria U-20 | Bava Park Stadium, Port Moresby Widzów: 1 651 Sędzia: Quetzalli Alvarado |
|                             |                                                          |                |              |                                                                          |

| 16 listopada 2016 07:00 CET | Hiszpania U-20 · Caldentey 80' | 1:0(0:0)Raport | Japonia U-20 | Bava Park Stadium, Port Moresby Widzów: 858 Sędzia: Marianela Araya |
|                             |                                |                |              |                                                                     |

| 16 listopada 2016 10:00 CET | Nigeria U-20 · Bokiri 45' · Uchendu 45' (k) · Ihezuo 72' | 3:1(2:1)Raport | Kanada U-20 · 14' Carle | Bava Park Stadium, Port Moresby Widzów: 1 748 Sędzia: Sara Persson |
|                             |                                                          |                |                         |                                                                    |

| 20 listopada 2016 07:00 CET | Kanada U-20 | 0:5(0:2)Raport | Japonia U-20 · 25', 50' Hasegawa · 41' Ueno · 46' Hayashi · 72' Sugita | National Football Stadium, Port Moresby Widzów: 5 449 Sędzia: Fatou Thioune |
|                             |             |                |                                                                        |                                                                             |

| 20 listopada 2016 07:00 CET | Nigeria U-20 · Onyebuchi 11' · Ihezuo 71' | 2:1(1:1)Raport | Hiszpania U-20 · 6' Redondo | PNG Football Stadium, Port Moresby Widzów: 2 032 Sędzia: Melissa Borjas |
|                             |                                           |                |                             |                                                                         |

### Grupa C
| Lp. | Drużyna                | M | Mecze | Mecze | Mecze | Bramki | Bramki | Bramki | Pkt |
| Lp. | Drużyna                | M | W     | R     | P     | +      | −      | +/−    | Pkt |
| --- | ---------------------- | - | ----- | ----- | ----- | ------ | ------ | ------ | --- |
| 1.  | Stany Zjednoczone U-20 | 3 | 1     | 2     | 0     | 4      | 2      | +2     | 5   |
| 2.  | Francja U-20           | 3 | 1     | 2     | 0     | 4      | 2      | +2     | 5   |
| 3.  | Nowa Zelandia U-20     | 3 | 1     | 0     | 2     | 2      | 5      | −3     | 3   |
| 4.  | Ghana U-20             | 3 | 0     | 2     | 1     | 3      | 4      | −1     | 2   |

| 14 listopada 2016 07:00 CET | Francja U-20 | 0:0(0:0)Raport | Stany Zjednoczone U-20 | PNG Football Stadium, Port Moresby Widzów: 2 033 Sędzia: Casey Reibelt |
|                             |              |                |                        |                                                                        |

| 14 listopada 2016 10:00 CET | Ghana U-20 | 0:1(0:0)Raport | Nowa Zelandia U-20 · 88' Christensen | PNG Football Stadium, Port Moresby Widzów: 2 877 Sędzia: Monika Mularczyk |
|                             |            |                |                                      |                                                                           |

| 17 listopada 2016 07:00 CET | Francja U-20 · Cascarino 29' · Matéo 90+4' | 2:2(1:1)Raport | Ghana U-20 · 43' Owusu-Ansah · 64' Ayieyam | PNG Football Stadium, Port Moresby Widzów: 808 Sędzia: Quetzalli Alvarado |
|                             |                                            |                |                                            |                                                                           |

| 17 listopada 2016 10:00 CET | Nowa Zelandia U-20 · Coombes 75' | 1:3(0:2)Raport | Stany Zjednoczone U-20 · 2' Sanchez · 7' Swanson · 81' Watt | PNG Football Stadium, Port Moresby Widzów: 2 399 Sędzia: Thérèse Neguel |
|                             |                                  |                |                                                             |                                                                         |

| 21 listopada 2016 07:00 CET | Stany Zjednoczone U-20 · Swanson 22' | 1:1(1:1)Raport | Ghana U-20 · 19' (sam.) Murphy | Sir John Guise Stadium, Port Moresby Widzów: 3 076 Sędzia: Sara Persson |
|                             |                                      |                |                                |                                                                         |

| 21 listopada 2016 07:00 CET | Nowa Zelandia U-20 | 0:2(0:1)Raport | Francja U-20 · 16' Léger · 46' Matéo | Bava Park Stadium, Port Moresby Widzów: 995 Sędzia: Silvia Reyes |
|                             |                    |                |                                      |                                                                  |

### Grupa D
| Lp. | Drużyna               | M | Mecze | Mecze | Mecze | Bramki | Bramki | Bramki | Pkt |
| Lp. | Drużyna               | M | W     | R     | P     | +      | −      | +/−    | Pkt |
| --- | --------------------- | - | ----- | ----- | ----- | ------ | ------ | ------ | --- |
| 1.  | Niemcy U-20           | 3 | 3     | 0     | 0     | 8      | 1      | +7     | 9   |
| 2.  | Meksyk U-20           | 3 | 2     | 0     | 1     | 5      | 5      | 0      | 6   |
| 3.  | Korea Południowa U-20 | 3 | 1     | 0     | 2     | 3      | 4      | −1     | 3   |
| 4.  | Wenezuela U-20        | 3 | 0     | 0     | 3     | 3      | 9      | −6     | 0   |

| 14 listopada 2016 07:00 CET | Niemcy U-20 · Gier 1', 44' · Schüller 50' | 3:1(2:1)Raport | Wenezuela U-20 · 25' Speckmaier | National Football Stadium, Port Moresby Widzów: 1 858 Sędzia: Finau Vulivuli |
|                             |                                           |                |                                 |                                                                              |

| 14 listopada 2016 10:00 CET | Meksyk U-20 · Crowther 55' · Palacios 88' | 2:0(0:0)Raport | Korea Południowa U-20 | National Football Stadium, Port Moresby Widzów: 4 511 Sędzia: Jana Adámková |
|                             |                                           |                |                       |                                                                             |

| 17 listopada 2016 07:00 CET | Niemcy U-20 · Sanders 47', 84' · Matheis 66' | 3:0(0:0)Raport | Meksyk U-20 | National Football Stadium, Port Moresby Widzów: 2 685 Sędzia: Silvia Reyes |
|                             |                                              |                |             |                                                                            |

| 17 listopada 2016 10:00 CET | Korea Południowa U-20 · Namgung 76' (k) · Han 79' · Kim 89' | 3:0(0:0)Raport | Wenezuela U-20 | National Football Stadium, Port Moresby Widzów: 6 108 Sędzia: Katalin Kulcsár |
|                             |                                                             |                |                |                                                                               |

| 21 listopada 2016 10:00 CET | Korea Południowa U-20 | 0:2(0:2)Raport | Niemcy U-20 · 12' Orschmann · 24' Sanders | Sir John Guise Stadium, Port Moresby Widzów: 7 218 Sędzia: Marianela Araya |
|                             |                       |                |                                           |                                                                            |

| 21 listopada 2016 10:00 CET | Wenezuela U-20 · García 54' · Moreno 82' | 2:3(0:2)Raport | Meksyk U-20 · 3', 9' Palacios · 52' González | Bava Park Stadium, Port Moresby Widzów: 2 076 Sędzia: Monika Mularczyk |
|                             |                                          |                |                                              |                                                                        |

## Faza pucharowa
W fazie pucharowej uczestniczyło 8 zespołów, które awansowały z fazy grupowej. Ta część rywalizacji składała się z trzech rund, w każdej rundzie odpadała połowa drużyn. Po wyłonieniu czterech najlepszych drużyn turnieju, rozegrane zostały półfinały. Przegrani tych spotkań rozegrali mecz o brązowy medal, zaś zwycięzcy o tytuł mistrzowski. W każdym ze spotkań fazy pucharowej mecz zakończony w regulaminowym czasie remisem musiał być rozstrzygnięty poprzez trzydziestominutową dogrywkę. Jeżeli wynik nadal pozostawał nierozstrzygnięty, następowała seria rzutów karnych.
|  |                            |                        |                            |                            |   |                       |                         |                         |                         |                         |                   |       |       |
|  | Ćwierćfinały               | Ćwierćfinały           | Ćwierćfinały               |                            |   | Półfinały             | Półfinały               | Półfinały               |                         |                         | Finał             | Finał | Finał |
|  | Ćwierćfinały               | Ćwierćfinały           | Ćwierćfinały               |                            |   | Półfinały             | Półfinały               | Półfinały               |                         |                         | Finał             | Finał | Finał |
|  | 24 listopada, Port Moresby |                        |                            |                            |   |                       |                         |                         |                         |                         |                   |       |       |
|  |                            |                        |                            |                            |   |                       |                         |                         |                         |                         |                   |       |       |
|  | Korea Północna U-20 *      | Korea Północna U-20 *  | 3                          |                            |   |                       |                         |                         |                         |                         |                   |       |       |
|  | Korea Północna U-20 *      | Korea Północna U-20 *  | 3                          | 29 listopada, Port Moresby |   |                       |                         |                         |                         |                         |                   |       |       |
|  | Hiszpania U-20             | Hiszpania U-20         | 2                          |                            |   |                       |                         |                         |                         |                         |                   |       |       |
|  | Hiszpania U-20             | Hiszpania U-20         | 2                          |                            |   | Korea Północna U-20 * | Korea Północna U-20 *   | 2                       |                         |                         |                   |       |       |
|  | 25 listopada, Port Moresby |                        |                            |                            |   | Korea Północna U-20 * | Korea Północna U-20 *   | 2                       |                         |                         |                   |       |       |
|  |                            |                        | Stany Zjednoczone U-20     | Stany Zjednoczone U-20     | 1 |                       |                         |                         |                         |                         |                   |       |       |
|  | Stany Zjednoczone U-20     | Stany Zjednoczone U-20 | Stany Zjednoczone U-20     | Stany Zjednoczone U-20     | 1 | 2                     |                         |                         |                         |                         |                   |       |       |
|  | Stany Zjednoczone U-20     | Stany Zjednoczone U-20 |                            |                            |   | 2                     | 3 grudnia, Port Moresby |                         |                         |                         |                   |       |       |
|  | Meksyk U-20                | Meksyk U-20            | 1                          |                            |   |                       |                         |                         |                         |                         |                   |       |       |
|  | Meksyk U-20                | Meksyk U-20            | 1                          |                            |   | Korea Północna U-20   | Korea Północna U-20     | 3                       |                         |                         |                   |       |       |
|  | 24 listopada, Port Moresby |                        |                            |                            |   | Korea Północna U-20   | Korea Północna U-20     | 3                       |                         |                         |                   |       |       |
|  |                            |                        | Francja U-20               | Francja U-20               | 1 |                       |                         |                         |                         |                         |                   |       |       |
|  | Japonia U-20               | Japonia U-20           | Francja U-20               | Francja U-20               | 1 | 3                     |                         |                         |                         |                         |                   |       |       |
|  | Japonia U-20               | Japonia U-20           | 29 listopada, Port Moresby |                            |   | 3                     |                         |                         |                         |                         |                   |       |       |
|  | Brazylia U-20              | Brazylia U-20          | 1                          |                            |   |                       |                         |                         |                         |                         |                   |       |       |
|  | Brazylia U-20              | Brazylia U-20          | 1                          |                            |   | Japonia U-20          | Japonia U-20            | 1                       | Mecz o 3. miejsce       | Mecz o 3. miejsce       | Mecz o 3. miejsce |       |       |
|  | 25 listopada, Port Moresby |                        |                            |                            |   | Japonia U-20          | Japonia U-20            | 1                       | Mecz o 3. miejsce       | Mecz o 3. miejsce       | Mecz o 3. miejsce |       |       |
|  |                            |                        | Francja U-20 *             | Francja U-20 *             | 2 |                       |                         | 3 grudnia, Port Moresby | 3 grudnia, Port Moresby | 3 grudnia, Port Moresby |                   |       |       |
|  | Niemcy U-20                | Niemcy U-20            | Francja U-20 *             | Francja U-20 *             | 2 | 0                     |                         | 3 grudnia, Port Moresby | 3 grudnia, Port Moresby | 3 grudnia, Port Moresby |                   |       |       |
|  | Niemcy U-20                | Niemcy U-20            |                            |                            |   |                       |                         | Stany Zjednoczone U-20  | Stany Zjednoczone U-20  | 0                       |                   |       |       |
|  | Francja U-20               | Francja U-20           | 1                          |                            |   |                       |                         |                         | Stany Zjednoczone U-20  | 0                       |                   |       |       |
|  | Francja U-20               | Francja U-20           | 1                          |                            |   |                       |                         | Japonia U-20            | Japonia U-20            | 1                       |                   |       |       |
|  |                            |                        |                            |                            |   |                       |                         |                         | Japonia U-20            | 1                       |                   |       |       |

UWAGA: W nawiasach podane są wyniki po rzutach karnych.
*- Zwycięstwo po dogrywce

### Ćwierćfinały
| 24 listopada 2016 07:00 CET | Korea Północna U-20 · Ju 17' · Ri H. 29' · Kim 106' | 3:2 dogr.(0:2, 2:2, 2:2)Raport | Hiszpania U-20 · 37' N. García · 62' L. García | National Football Stadium, Port Moresby Widzów: 3 740 Sędzia: Casey Reibelt |
|                             |                                                     |                                |                                                |                                                                             |

| 24 listopada 2016 10:30 CET | Japonia U-20 · Moriya 45+1' · Matsubara 50', 67' | 3:1(1:0)Raport | Brazylia U-20 · 90' (k) Nunes | National Football Stadium, Port Moresby Widzów: 9 732 Sędzia: Jana Adámková |
|                             |                                                  |                |                               |                                                                             |

| 25 listopada 2016 07:00 CET | Stany Zjednoczone U-20 · Watt 80' · Hedge 90+2' | 2:1(0:0)Raport | Meksyk U-20 · 65' Sánchez | Sir John Guise Stadium, Port Moresby Widzów: 4 245 Sędzia: Riem Hussein |
|                             |                                                 |                |                           |                                                                         |

| 25 listopada 2016 10:30 CET | Niemcy U-20 | 0:1(0:1)Raport | Francja U-20 · 15' Cascarino | Sir John Guise Stadium, Port Moresby Widzów: 9 314 Sędzia: Quetzalli Alvarado |
|                             |             |                |                              |                                                                               |

### Półfinały
| 29 listopada 2016 07:00 CET | Korea Północna U-20 · Jon 49' (k) · Ri H. 91' | 2:1 dogr.(0:0, 1:1, 2:1)Raport | Stany Zjednoczone U-20 · 88' Jacobs | Sir John Guise Stadium, Port Moresby Widzów: 5 037 Sędzia: Katalin Kulcsár |
|                             |                                               |                                |                                     |                                                                            |

| 29 listopada 2016 10:30 CET | Japonia U-20 · Momiki 108' (k) | 1:2 dogr.(0:0, 0:0, 0:2)Raport | Francja U-20 · 98' Matéo · 100' Gathrat | Sir John Guise Stadium, Port Moresby Widzów: 11 313 Sędzia: Melissa Borjas |
|                             |                                |                                |                                         |                                                                            |

### Mecz o 3. miejsce
| 3 grudnia 2016 07:00 CET | Stany Zjednoczone U-20 | 0:1(0:0)Raport | Japonia U-20 · 86' Ueno | National Football Stadium, Port Moresby Widzów: 8 093 Sędzia: Qin Liang |
|                          |                        |                |                         |                                                                         |

### Finał
| 3 grudnia 2016 10:30 CET | Korea Północna U-20 · Wi 29' · Kim 54' · Jon 86' (k) | 3:1(0:0)Raport | Francja U-20 · 16' Geyoro | National Football Stadium, Port Moresby Widzów: 14 752 Sędzia: Jana Adámková |
|                          |                                                      |                |                           |                                                                              |

KOREA PÓŁNOCNA
 DRUGI TYTUŁ

## Strzelczynie

### 5 goli
- Gabi Nunes
- Mami Ueno
- Stina Blackstenius

### 4 gole
- Yuka Momiki
- Ri Hyang-sim

### 3 gole
- Brena
- Clara Matéo
- Lucía García
- Jon So-yon
- Kiana Palacios
- Stefanie Sanders

### 2 gole
- Yasmim
- Delphine Cascarino
- Mariona Caldentey
- Yui Hasegawa
- Shiho Matsubara
- Ju Hyo-sim
- Kim Kyong-hwa
- Kim So-hyang
- Wi Jong-sim
- Madeline Gier
- Chinwendu Ihezuo
- Mallory Swanson
- Ally Watt

### 1 gol
- Geyse
- Katrine
- Duda Santos
- Juliane Gathrat
- Grace Geyoro
- Marie-Charlotte Léger
- Jane Ayieyam
- Sandra Owusu-Ansah
- Aitana Bonmatí
- Nahikari García
- Patricia Guijarro
- Alba Redondo
- Honoka Hayashi
- Miyabi Moriya
- Hina Sugita
- Gabrielle Carle
- Han Chae-rin
- Kim Seong-mi
- Yeji Namgung
- Ri Un-sim
- Sung Hyang-sim
- U Sol-gyong
- Jacqueline Crowther
- Teresa González
- María Sánchez
- Saskia Matheis
- Dina Orschmann
- Lea Schüller
- Joy Bokiri
- Ihuoma Onyebuchi
- Chinaza Uchendu
- Tayla Christensen
- Isabella Coombes
- Nicollete Ageva
- Kelcie Hedge
- Natalie Jacobs
- Ashley Sanchez
- Anna Anvegård
- Johanna Rytting Kaneryd
- Gabriela García
- Lourdes Moreno
- Mariana Speckmaier

### Gole samobójcze
- Carla (dla Korei Północnej)
- Casey Murphy (dla Ghany)

## Nagrody
Na podstawie:
| Złota Piłka | Złoty But | Złota Rękawica | FIFA Fair Play |
| ----------- | --------- | -------------- | -------------- |
| Hina Sugita | Mami Ueno | Mylène Chavas  | Japonia U-20   |

## Klasyfikacja końcowa
| Miejsce                        | Reprezentacja          | Punkty | Bramki +/− | Bramki zdobyte |
| ------------------------------ | ---------------------- | ------ | ---------- | -------------- |
| Strefa medalowa                |                        |        |            |                |
| złoto                          | Korea Północna U-20    | 18     | +14        | 21             |
| srebro                         | Francja U-20           | 11     | +2         | 8              |
| brąz                           | Japonia U-20           | 12     | +12        | 16             |
| 4.                             | Stany Zjednoczone U-20 | 8      | +1         | 7              |
| Wyeliminowane w ćwierćfinałach |                        |        |            |                |
| 5.                             | Niemcy U-20            | 9      | +6         | 8              |
| 6.                             | Hiszpania U-20         | 6      | +4         | 9              |
| 7.                             | Meksyk U-20            | 6      | -1         | 6              |
| 8.                             | Brazylia U-20          | 4      | +5         | 13             |
| Wyeliminowane w fazie grupowej |                        |        |            |                |
| 9.                             | Nigeria U-20           | 6      | -3         | 5              |
| 10.                            | Szwecja U-20           | 4      | +4         | 7              |
| 11.                            | Korea Południowa U-20  | 3      | -1         | 3              |
| 12.                            | Nowa Zelandia U-20     | 3      | -3         | 2              |
| 13.                            | Ghana U-20             | 2      | -1         | 3              |
| 14.                            | Wenezuela U-20         | 0      | -6         | 3              |
| 15.                            | Kanada U-20            | 0      | -12        | 1              |
| 16.                            | Papua-Nowa Gwinea U-20 | 0      | -21        | 1              |